# Karsten Brandt (Unternehmer)

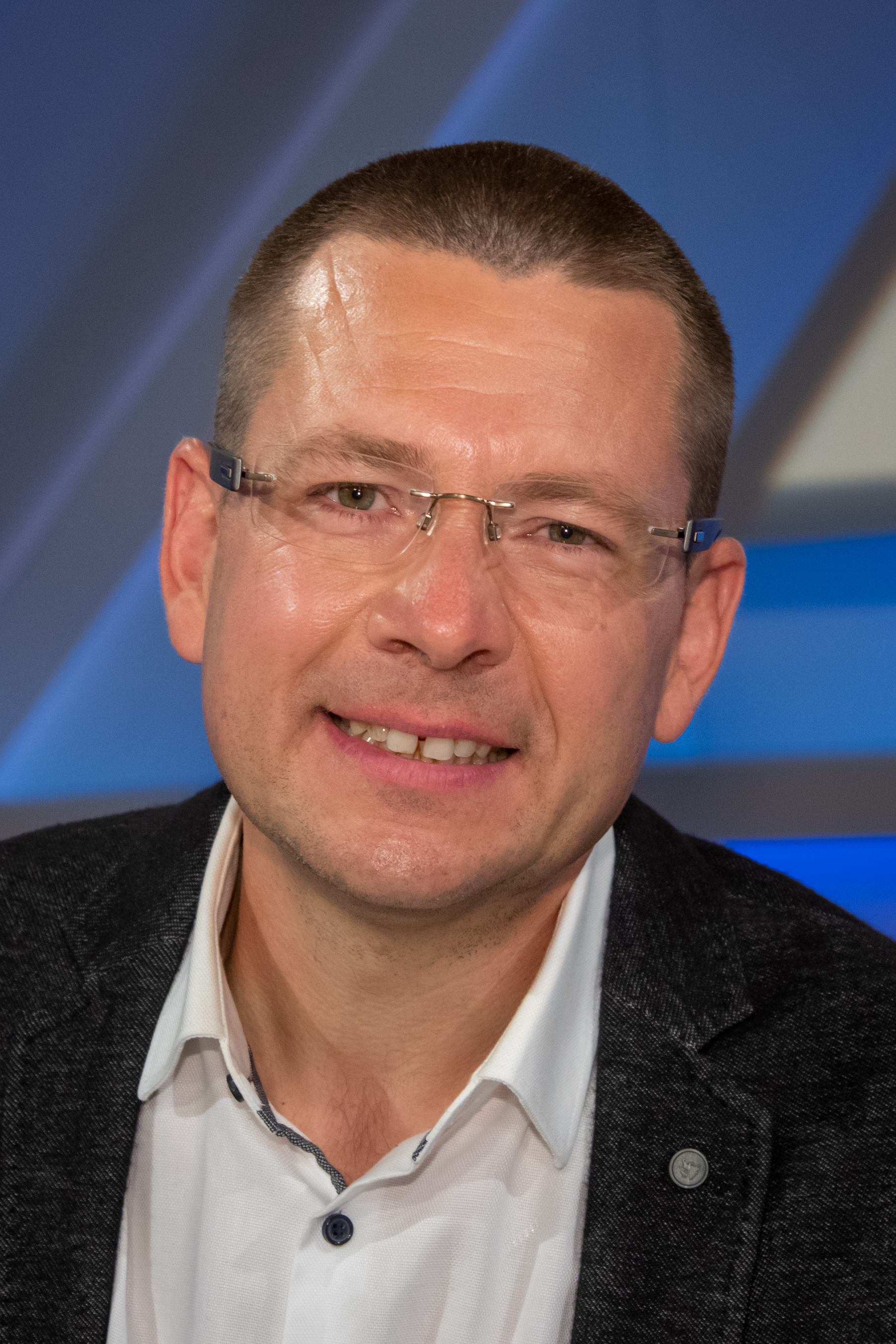
Karsten Brandt (2019)

Karsten Brandt (* 25. Mai 1973 in Bonn) ist ein deutscher Unternehmer und Buchautor. Er ist Gründer und Geschäftsführer der Donnerwetter.de GmbH.

## Leben
Noch während seiner Schulzeit gründete Brandt 1991 den Wetterdienst Brandt Wetter. Nach dem Abitur am Ernst-Moritz-Arndt-Gymnasium Bonn (1992) rief er www.donnerwetter.de ins Leben, nach eigenen Angaben eine der ersten privaten Wetterdienstseiten Deutschlands. Nach dem Studium der Betriebswirtschaftslehre an der Fernuniversität in Hagen (Abschluss als Diplom-Kaufmann, 2001) sowie der Geschichte, Politik und Volkswirtschaftslehre (Abschluss als Magister, 2004) promovierte Karsten Brandt 2007 an der Universität Duisburg-Essen zum Dr. rer. nat. In seiner Promotion beschäftigte sich Brandt mit der ökonomischen Bewertung meteorologischer Vorgänge.
Brandt kritisierte noch 2010 in seinen Schriften den wissenschaftlichen Konsens zur globalen Erwärmung und in der Folge die seiner Meinung nach verfehlte Klimapolitik. Insbesondere vertrat er die These, dass die Bedeutung von CO2 im Vergleich zu anderen Klimafaktoren, wie zum Beispiel den Meeresströmungen oder Sonnenflecken, allgemein überschätzt werde. 2024 erklärte er, dass sich den durch den Klimawandel bereits sehr viele Veränderungen ergeben hätten und sprach sich für Klimaschutz aus. Angesprochen auf Klimawandelleugner äußerte er, wer den Klimawandel noch immer leugne, den werde man auch in der Zukunft nicht überzeugen können. Verschwörungstheoretiker und Totalleugner seien „auch mit den besten Argumenten nicht [zu] überzeugen“ und daher im Grunde nur „Zeitfresser“, die er in ihrer Blase leben lasse.
Brandt hat auch Reiseliteratur sowie populärwissenschaftliche Literatur zum Thema Wetter und über die Regionalgeschichte des Siebengebirges verfasst.
Zudem ist Karsten Brandt in verschiedenen Medien präsent: montags bis freitags mehrmals täglich als Wettermoderator bei Radio Bonn/Rhein-Sieg, außerdem bei Radio Eins und NDR 2. Auch im TV-Sender Phoenix tritt er unregelmäßig als Experte für die Themen Wetter und Klima auf.

## Schriften (Auswahl)
- Klimapolitik. Warum wir anders handeln müssen, als es uns die Klimalobby weismachen will. Bouvier, Bonn 2008, ISBN 978-3-416-03138-7.
- Treibhaus Deutschland. Der Klimawandel in Deutschland und seine Auswirkungen. Bouvier, Bonn 2007, ISBN 978-3-416-03192-9.
- Die ökonomische Bewertung des Stadtklimas am Beispiel der Stadt Essen. Westarp Wissenschaften, Hohenwarsleben 2007, ISBN 978-3-89432-111-6.
- Treibhaus Rheinland. Der Klimawandel im Rheinland und seine Auswirkungen. Bouvier, Bonn 2007, ISBN 978-3-416-03166-0.
- Geisterwolken über Deutschland. Projekte-Verlag Cornelius, Halle 2006, ISBN 978-3-86634-218-7.